# (35740) 1999 GK24
1999 GK24 (asteroide 35740) é um asteroide da cintura principal. Possui uma excentricidade de 0.16767410 e uma inclinação de 3.33481º.
Este asteroide foi descoberto no dia 6 de abril de 1999 por LINEAR em Socorro.